# Čechite
La čechite è un minerale appartenente al gruppo dell'adelite-descloizite.